# Hydraena capacis
Hydraena capacis är en skalbaggsart som beskrevs av Perkins 2007. Hydraena capacis ingår i släktet Hydraena och familjen vattenbrynsbaggar. Inga underarter finns listade i Catalogue of Life.